# Cârța (okręg Sybin)
Cârța – wieś w Rumunii, w okręgu Sybin, w gminie Cârța. W 2011 roku liczyła 887 mieszkańców.